# Olen Zellweger
Olen Zellweger, född 10 september 2003, är en kanadensisk professionell ishockeyback som är kontrakterad till Anaheim Ducks i National Hockey League (NHL) och spelar för San Diego Gulls i American Hockey League (AHL).
Han har tidigare spelat för Everett Silvertips och Kamloops Blazers i Western Hockey League (WHL).
Zellweger draftades av Anaheim Ducks i andra rundan i 2021 års draft som 34:e spelare totalt.

## Statistik
| 2016–2017  | Fort Saskatchewan Rangers | AMBHL      | 36  | 3  | 10  | 13  | 2  | 14 | 2  | 1  | 3  | 4  |
| 2017–2018  | OHA Edmonton U15          | CSSHL      | 30  | 10 | 22  | 32  | 16 | 5  | 3  | 2  | 5  | 2  |
| 2018–2019  | OHA Edmonton U18          | CSSHL      | 35  | 8  | 19  | 27  | 22 | 5  | 1  | 3  | 4  | 0  |
|            | Everett Silvertips        | WHL        | 1   | 0  | 0   | 0   | 0  | —  | —  | —  | —  | —  |
| 2019–2020  | Everett Silvertips        | WHL        | 58  | 2  | 10  | 12  | 8  | —  | —  | —  | —  | —  |
| 2020–2021  | Everett Silvertips        | WHL        | 11  | 2  | 11  | 13  | 2  | —  | —  | —  | —  | —  |
| 2021–2022  | Everett Silvertips        | WHL        | 55  | 14 | 64  | 78  | 23 | 6  | 2  | 7  | 9  | 4  |
|            | San Diego Gulls           | AHL        | —   | —  | —   | —   | —  | 1  | 0  | 1  | 1  | 0  |
| 2022–2023  | Everett Silvertips        | WHL        | 23  | 10 | 18  | 28  | 12 | —  | —  | —  | —  | —  |
|            | Kamloops Blazers          | WHL        | 32  | 22 | 30  | 52  | 28 | 14 | 11 | 18 | 29 | 10 |
| 2023–2024  | Anaheim Ducks             | NHL        | 1   | 0  | 1   | 1   | 0  | —  | —  | —  | —  | —  |
|            | San Diego Gulls           | AHL        | 34  | 8  | 17  | 25  | 14 | —  | —  | —  | —  | —  |
| NHL totalt | NHL totalt                | NHL totalt | 1   | 0  | 1   | 1   | 0  | —  | —  | —  | —  | —  |
| AHL totalt | AHL totalt                | AHL totalt | 34  | 8  | 17  | 25  | 14 | 1  | 0  | 1  | 1  | 0  |
| WHL totalt | WHL totalt                | WHL totalt | 180 | 50 | 133 | 183 | 73 | 20 | 13 | 25 | 38 | 14 |

### Internationellt
| Källa: Uppdaterad: 2024-01-24 | Källa: Uppdaterad: 2024-01-24 | Källa: Uppdaterad: 2024-01-24 |         | Utv = Utvisningsminuter | Utv = Utvisningsminuter | Utv = Utvisningsminuter | Utv = Utvisningsminuter | Utv = Utvisningsminuter |
| År                            | Lag                           | Mästerskap                    | Matcher | Mål                     | Assists                 | Poäng                   | Utv                     |                         |
| ----------------------------- | ----------------------------- | ----------------------------- | ------- | ----------------------- | ----------------------- | ----------------------- | ----------------------- | ----------------------- |
| 2021                          | Kanada                        | U18-VM                        | 7       | 1                       | 7                       | 8                       | 2                       |                         |
| 2022                          | Kanada                        | JVM                           | 7       | 2                       | 9                       | 11                      | 2                       |                         |
| 2023                          | Kanada                        | JVM                           | 7       | 0                       | 6                       | 6                       | 4                       |                         |
| Junior totalt                 | Junior totalt                 | Junior totalt                 | 21      | 3                       | 22                      | 25                      | 8                       |                         |